# Kosmos 487
O Kosmos 487 (em russo: Космос 487) também denominado DS-P1-Yu Nº 53, foi um satélite artificial soviético lançado ao espaço com sucesso no dia 21 de abril de 1972 através de um foguete Kosmos-2I a partir do Cosmódromo de Plesetsk.

## Características
O Kosmos 487 foi o quinquagésimo terceiro membro da série de satélites DS-P1-Yu e o quadragésimo oitavo lançado com sucesso após o fracasso dos lançamentos do segundo, do vigésimo terceiro, do trigésimo segundo, do quadragésimo e do quadragésimo quarto membros da série. Sua missão era auxiliar sistemas antissatélites e antimíssil soviéticos.
O Kosmos 487 foi injetado em uma órbita inicial de 531 km de apogeu e 278 km de perigeu, com uma inclinação orbital de 71 graus e um período de 92,2 minutos. Reentrou na atmosfera terrestre em 24 de setembro de 1972.